# 2021 en Finlande
Chronologie de la Finlande
- 2017
- 2018
- 2019
- 2020
- 2021
- 2022
- 2023
- 2024
- 2025

Cette page concerne les évènements survenus en 2021 en Finlande  :

## Évènement
- Pandémie de Covid-19 en Finlande
- 6 juillet : la région de Laponie enregistre la température la plus chaude du siècle.

## Sport
- Championnat de Finlande de hockey sur glace 2020-2021
- Championnat de Finlande de hockey sur glace 2021-2022
- Championnat de Finlande de football 2021
- 9-12 février : Championnat du monde juniors de combiné nordique à Lahti.
- 16-20 février : Championnat d'Europe de badminton par équipes mixtes à Vantaa.
- 5-8 août : Arctic Race of Norway (cyclisme)
- 1er-9 septembre : Organisation du championnat d'Europe masculin de volley-ball (avec la Pologne, la République Tchèque et l'Estonie).

## Culture

### Sortie de film
- Compartiment n° 6
- The Innocents

## Création
- Anora Group (en)
- Anora Industrial (en)
- Tampere Deck Arena (en) à Tampere.

## Décès
- Pentti Lasanen (fi), musicien.
- Heikki Laurila (fi), musicien.
- Pirkko Liinamaa (fi), animateur de radio et de télévision.
- Pave Maijanen (en), musicien.
- Sinikka Nopola, écrivaine et journaliste.
- Tiina Rinne (en), actrice.